# Gorgònies
Les gorgònies, també conegudes com a ventalls de mar, són antozous octocoral·lis que formen colònies arborescents toves i sèssils presents en tots els oceans del món, especialment en els tròpics i subtròpics.
Abans, les gorgònies formaven un ordre (Gorgonacea), però avui aquest nom es considera sinònim d'Alcyonacea; de fet, les gorgònies estan repartides en tres dels sis subordres de l'ordre Alcyonacea, concretament Calcaxonia, Holaxonia i Scleraxonia.

## Característiques
Les colònies de gorgònies sovint es confonen amb organismes vegetals, a causa del seu aspecte d'arbust, quan en realitat són colònies sèssils formades per milers de pòlips de vuit tentacles.
Aquestes colònies estan formades per una estructura esquelètica, més o menys ramificada segons els gèneres, amb formes arborescents, arbustives o filiformes. La disposició dels pòlips acostuma a ser en un sol pla (d'aquí una altra de les seves denominacions comunes, ventall de mar), enfrontada al corrent d'aigua. Aquesta estructura pot arribar a tenir dos metres d'alt per dos d'ample en algunes espècies.
Els seus esquelets es caracteritzen per posseir una substància proteica, que ells mateixos segreguen, anomenada gorgonina, de naturalesa còrnia, més o menys flexible, segons l'espècie, l'edat de la colònia i la part de la mateixa que s'analitzi. Tant els esquelets, com el cenènquima (teixit colonial que revesteix l'esquelet) i els pòlips, contenen espícules de calcita de diverses mides i formes, que en moltes ocasions són les úniques característiques per a la correcta identificació de les espècies.
Una colònia pot fer alguns decímetres d'alt i ample, però amb només pocs centímetres de gruix. Poden tenir diversos colors, sovint porpra, vermell o groc. Hi ha gorgònies que fan la fotosíntesi, que es poden mantenir en aquaris.

## Ecologia
Cada pòlip de gorgònia té vuit tentacles amb els quals captura plàncton i altres partícules comestibles. Algunes gorgònies tenen algues simbiòtiques o Zooxanthellae, que fan la fotosíntesi. Les gorgònies normalment es troben en aigües superficials, però també se’n troben a alguns milers de metres de fondària.
Altres animals com hidrozous, briozous i estrelles de mar prosperen entre les gorgònies.

## Galeria

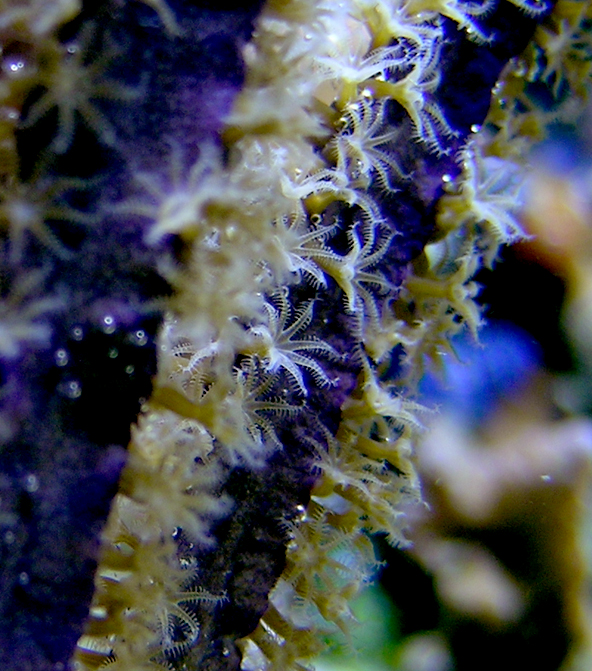
Gorgònia en mars profunds
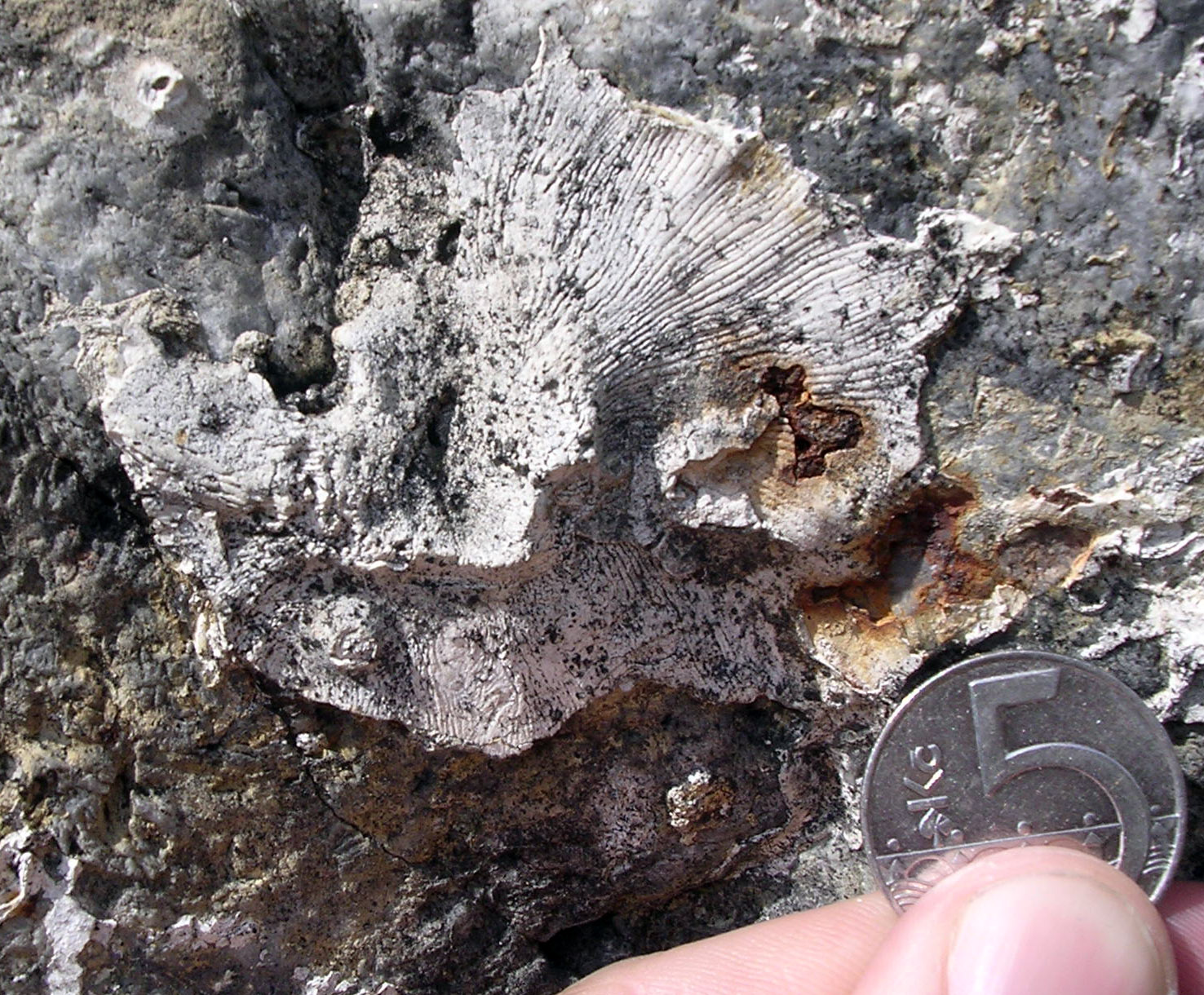
Gorgònia fòssil del Miocè a Txèquia